# Териклия
Териклия (на гръцки: Τερίκλεια) е археологически обект край воденското село Върбени (Неа Зои), Гърция.
Териклия е разположена източно от Върбени. Открити са жилища от Ранната бронзова епоха и Елинистическата епоха, както и некропол от Желязната епоха.
В 1997 година е обявено за защитен археологически паметник.